# Південні Афіни
Південні Афіни (грец. Περιφερειακή Ενότητα Νοτίου Τομέα Αθηνών) — один із восьми регіональних підрозділів, на які поділений регіон Аттика. Він включає південну частину Афінської агломерації.
Населення Південних Афін становить 529 826 жителів, а щільність його населення становить 7 689,78 жителів на км². Його площа становить 68,9 км².
Христос Капатайс був заступником регіонального керівника регіонального підрозділу Південні Афіни з вересня 2014 по 2019 рік. У 2019 році посаду обійняв Димитра Нану.

## Склад
Регіональний підрозділ Південні Афіни включає такі муніципалітети:
- Айос-Дімітріос
- Алімос
- Гліфада
- Еллінікон-Ар'їруполіс
- Каллітея
- Мосхатон-Таврос
- Неа-Смірні
- Палео-Фаліро